# ريد كوان
ريد كوان (بالإنجليزية: Reed Cowan)‏ هو صحفي وناشط حقوق الإنسان أمريكي، ولد في 24 يوليو 1968 في روزفلت في الولايات المتحدة.

## وصلات خارجية
- الموقع الرسمي
- ريد كوان على موقع IMDb (الإنجليزية)
- ريد كوان على موقع قاعدة بيانات الفيلم (الإنجليزية)